# سفارة بولندا في ماليزيا
سفارة بولندا في ماليزيا هي أرفع تمثيل دبلوماسي لدولة بولندا لدى ماليزيا. تقع السفارة في كوالالمبور وهي تهدف لتعزيز المصالح البولندية في ماليزيا.

## وصلات خارجية
- الموقع الرسمي
- قائمة سفارات بولندا
- قائمة السفارات في ماليزيا